# 土浦学園線
土浦学園線（つちうらがくえんせん）は、茨城県土浦市とつくば市を結ぶ都市計画道路の路線名であり、茨城県道24号土浦境線、茨城県道237号花室牛久線及び国道408号の土浦市桜町一丁目の交差点からつくば市松代交差点までの区間に相当する。また、同路線の通称名としても親しまれており、一直線の路線として見なせる区間全体を指して土浦学園線・土浦学園通りと呼ばれている。

## 概要

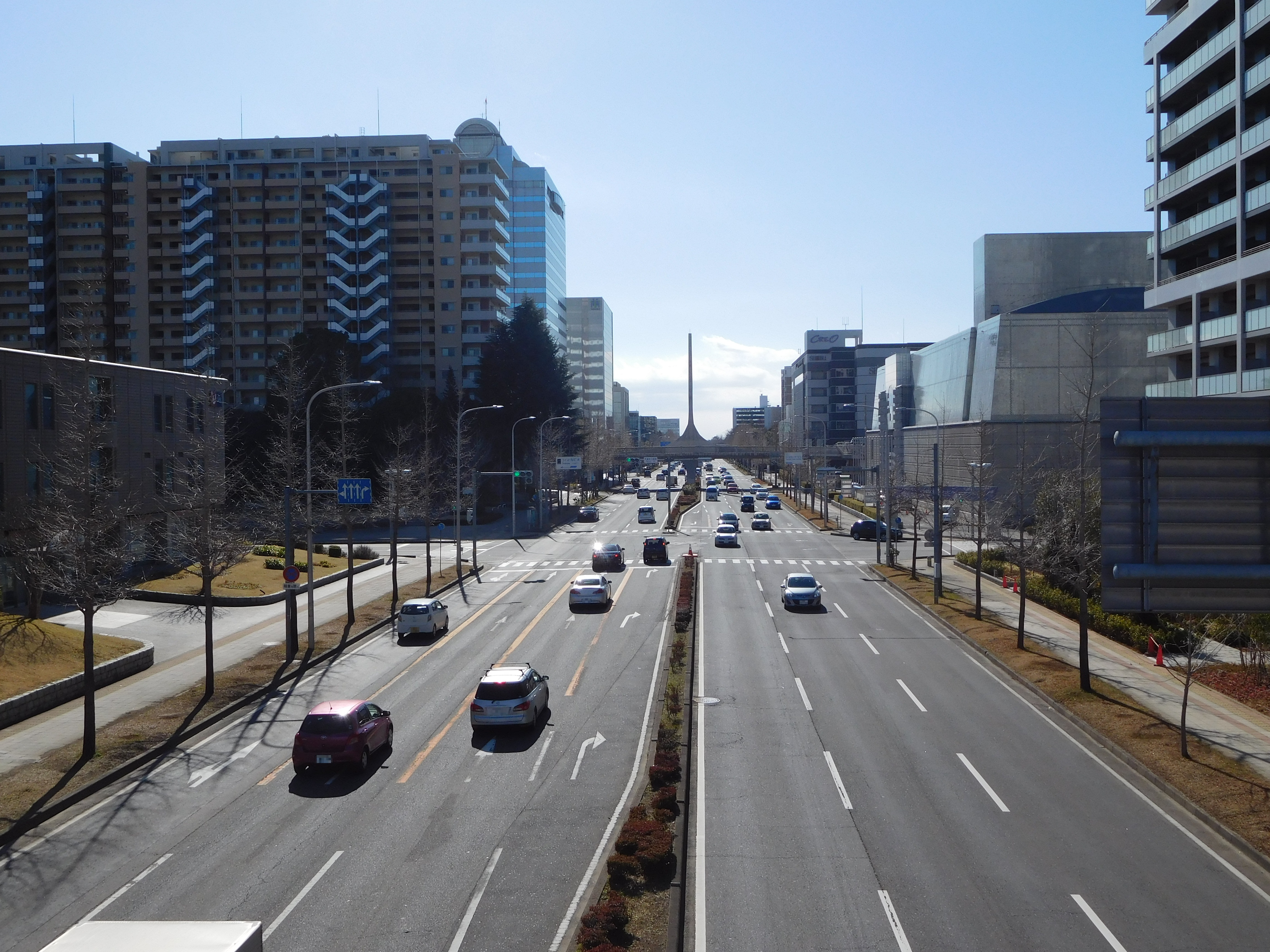
沿線風景（つくば市中心部）

都市計画道路の正式名称は、つくば市区間の「研究学園都市計画道路 3・2・2号 土浦学園線」および土浦市区間の「土浦阿見都市計画道路 3・4・16号 土浦学園線」。
筑波研究学園都市の主要幹線道路として最も早くに整備された路線のひとつであり、学園東大通り・学園西大通り・学園北大通り・学園南大通り・学園中央通りと共に整然とした格子状の幹線道路網を形成する。つくば市の中心部と土浦駅を最短で結ぶ。土浦市からつくば市花室交差点までは4車線、花室交差点から同市松代交差点までは6車線の道路となっている。

## 歴史
- 1972年（昭和47年）8月3日：新治郡桜村大字花室（学園東交差点） - 松代交差点の区間を県道花室牛久線の道路区域に指定[1][2]。
- 1972年（昭和47年 9月21日：土浦市字千束町（旧国道6号[注釈 1]・千束町交差点） - 学園東交差点の区間を、県道土浦境線の道路区域に指定[3]。
- 1973年（昭和48年）11月26日：土浦市矢合場 - 新治郡桜村大字花室（学園東大通り）の「土浦学園線」を供用開始[4]。
- 1979年（昭和54年）3月1日：土浦市桜町一丁目、有明町、大和町（土浦駅西口）の区間を事業化[5]。

## 街路樹
土浦学園線のつくば市内の街路樹は、次の通りである
- 土浦・つくば市境 - 花室付近：エンジュ
- 竹園地区 - 松代交差点：イチョウ

## 延伸部
エキスポ大通りを参照